# 邵彦鹏
邵彦鹏（1980年12月4日—2014年1月8日），甘肃省陇西县福星镇人，中华人民共和国警察。
早年毕业于定西市陇西师范学院。2012年，担任岷县公安局禁毒大队副大队长，二级警司警衔，先后参与破获毒品案件39起。2014年1月8日，在侦破毒品案件、抓捕贩毒犯罪时落水牺牲。事件发生后，19万人悼念，甘肃省公安厅为邵彦鹏申报烈士。